# 金珉基 (2002年)
金珉基（韓語：김민기，2002年11月22日—），韓國男演員，2020年以網劇《語言的溫度：我們的19歲》出道。

## 演出作品

### 電視劇
| 年份   | 電視台  | 劇名         | 角色     | 備註           |
| 2020年 | tvN     | 女神降臨     | 任朱榮   | [ 4 ]          |
| 2021年 | SBS     | Racket少年團 | 鄭仁率   | [ 5 ]          |
| 2021年 | KBS 1TV | 太宗李芳遠   | 忠寧大君 | 首次演出歷史劇 |
| 2022年 | tvN     | 王后傘下     | 寶芡君   | [ 7 ]          |
| 2024年 | tvN     | 背著善宰跑   | 朴道俊   | 特別出演       |

### 網路劇
| 年份   | 平台             | 劇名                   | 角色   | 備註  |
| 2020年 | NAVER TV、V LIVE | 語言的溫度：我們的19歲 | 閔京浩 |       |
| 2020年 |                  | 漫撕男女               |        | 客串  |
| 2021年 | TVING            | 成人練習生             | 崔康俊 | [ 8 ] |
| 2025年 | Netflix          | 吞金                   | 仁薈   | [ 9 ] |

## 綜藝節目
| 年份   | 頻道 | 節目名稱    | 備註   |
| 2021年 | tvN  | Racket Boys | [ 10 ] |

## 外部連結
- 金珉基的Instagram帳戶
- YouTube上的金珉基頻道
- 金珉基在NAVER上的资料
- 金珉基在互联网电影资料库（IMDb）上的資料（英文）